# Sarmarutilus rubilio
Sarmarutilus rubilio, noto comunemente come rovella, è un pesce osseo d'acqua dolce appartenente alla famiglia Cyprinidae (Leuciscidae sec. Tan e Armbruster, 2018), nell'ordine Cypriniformes, endemica dell'Italia centrale e meridionale. Si tratta dell'unica specie appartenente al genere Sarmarutilus.

## Distribuzione e habitat
La rovella è una specie endemica della penisola italiana, e se la si considera parte del genere monotipico Sarmarutilus, quest'ultimo rappresenta inoltre l'unico genere di vertebrato strettamente endemico dell'Italia oltre a Salamandrina.
La sua distribuzione originale non è facile da ricostruire con esattezza, poiché nel corso dei secoli la rovella è stata traslocata in numerosi bacini al di fuori del proprio areale, sia per ragioni alimentari che di pesca sportiva. Sulla base dei documenti storici, delle ricostruzioni paleogeografiche e delle analisi molecolari effettuate finora, è possibile affermare che la specie è sempre stata presente sul versante tirrenico dell'Italia centro-meridionale, dal bacino del Magra in Liguria a quello dell'Alento in Campania. Più a Sud, nei bacini di Mingardo, Bussento e Noce, secondo alcuni autori è stata introdotta in tempi relativamente recenti, mentre è senz'altro frutto di traslocazioni la sua presenza in Calabria e in Sicilia, dove è ormai diffusa in modo capillare. Sono ritenute certamente introdotte anche le popolazioni ioniche presenti tra Basilicata e Puglia. Più complessa da stabilire è invece la distribuzione sul versante adriatico: se con ogni probabilità la specie popola da sempre i bacini fluviali situati tra l'Ofanto a Sud e il Tronto a Nord, non è ancora chiara l'origine delle popolazioni marchigiane, situate in quello che da un punto di vista ittio-geografico viene considerato il distretto padano-veneto. Sono altresì introdotte le popolazioni a nord delle Marche (p.es. Marecchia, Montone, Lamone e Santerno). La specie è stata riportata come naturalizzata anche in Tunisia, ma attualmente non si dispone di dati aggiornati riguardo alla sua presenza in questo paese.

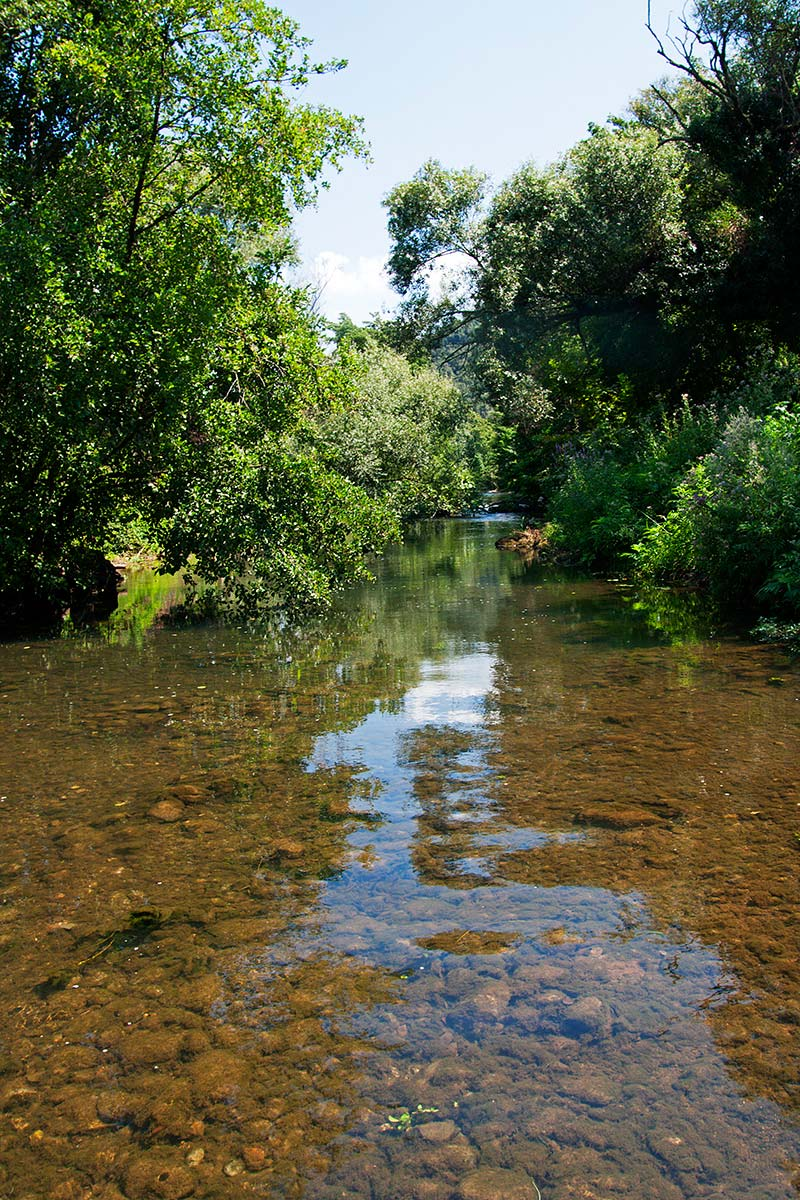
Ambiente fluviale tipico della rovella (Lazio meridionale)

Relativamente comune in tutto il suo areale, la rovella abita soprattutto fiumi e torrenti, dove è sovente il leuciscide più abbondante nella zona dei ciprinidi a deposizione litofila. Predilige acque con una leggera corrente e a fondo ghiaioso-ciottoloso, ma dimostra una grande adattabilità colonizzando anche risorgive ricche di piante acquatiche, canali agricoli e fossati, anche in presenza di acqua leggermente salmastra.

### Ecotipi lacustri
Oltre agli ambienti lotici, la specie si adatta a vivere anche nelle acque lacustri, o persino all'interno di laghetti stagni di piccole e medie dimensioni, dove la specie va spesso incontro ad adattamenti fenotipici piuttosto evidenti. La sua diffusione nei laghi del centro e sud Italia era ben nota in passato, per via dell'esistenza di veri e propri ecotipi, oggi estinti, che si differenziavano notevolmente dalle popolazioni di acque corrente, fenomeno questo che ha determinato la descrizione di numerose specie successivamente ritenute non valide:

#### Laschetta del Trasimeno

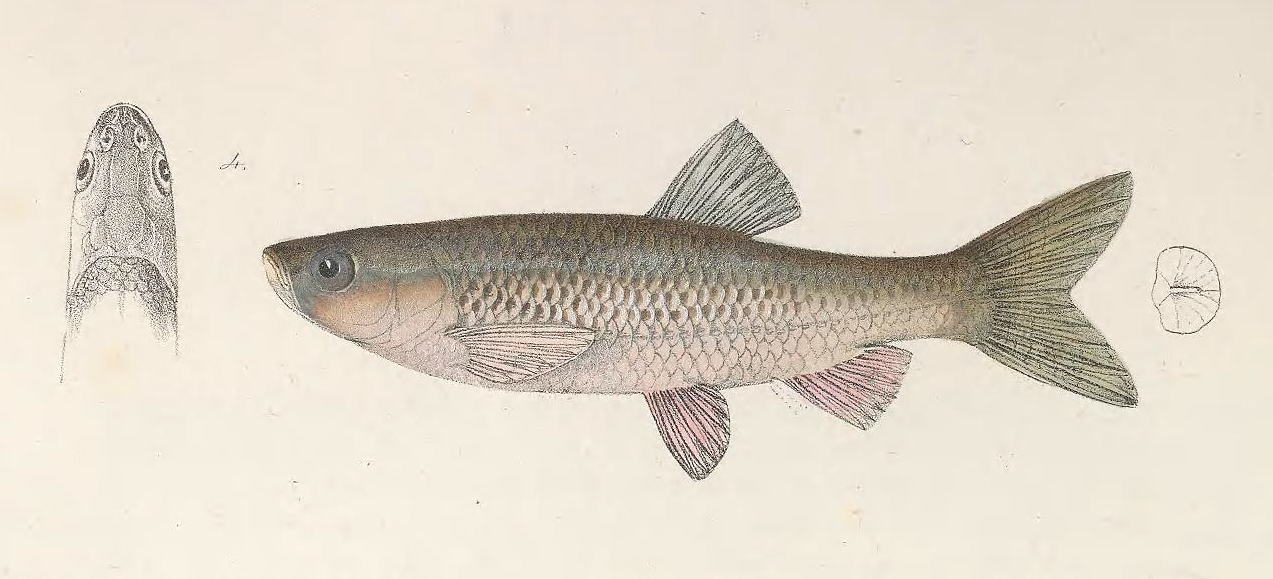
Laschetta del Trasimeno, descritta come Leuciscus trasimenicus Bonaparte, 1837

La laschetta del Trasimeno, venne dapprima descritta col nome di Leuciscus trasimenicus Bonaparte, 1837. Oggetto di numerosi studi nella seconda metà del 900 per le sue peculiarità morfologiche ed ecologiche, è stata in seguito utilizzata per la descrizione di Rutilus italicus Calderoni, 1980, e infine riconosciuta come un ecotipo lacustre di Sarmarutilus rubilio. Tradizionalmente oggetto di pesca e consumo da parte degli abitanti del lago, ha subito un graduale declino nel corso del Novecento, probabilmente a seguito dell'introduzione di specie aliene come il persico sole e il carassio per poi estinguersi intorno alla metà degli anni 80.

#### Lasca del Fucino

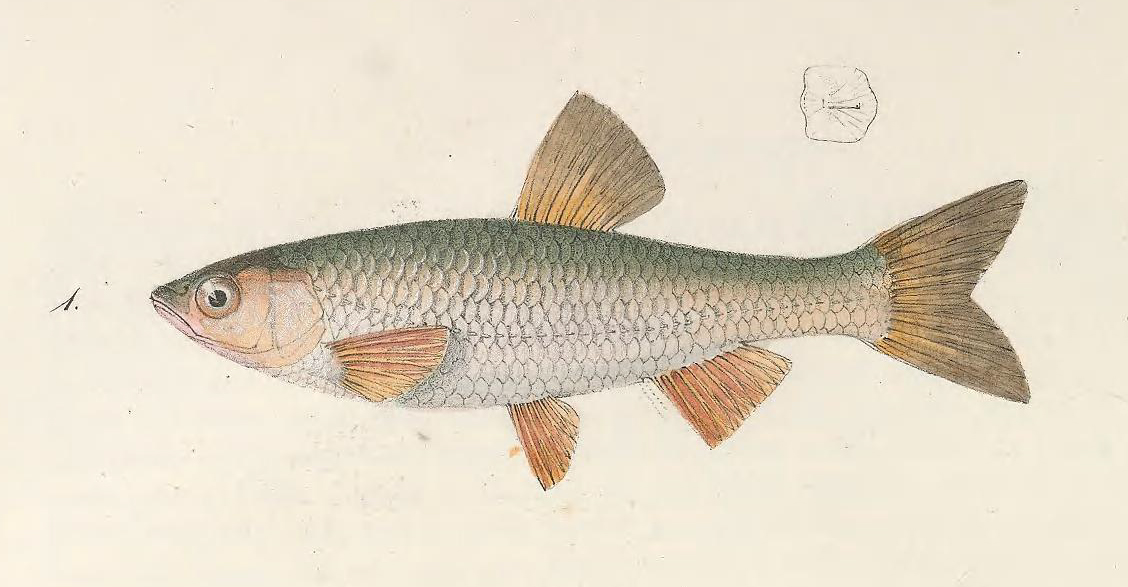
Lasca del Fucino, descritta come Leuciscus fucini Bonaparte, 1837

Chiamata dai locali "Pesce antico" o lasca del Fucino, questa popolazione di rovella è stata descritta dapprima come Leuciscus fucini Bonaparte, 1837 e successivamente come Leuciscus lascha Costa, 1838. La lasca del Fucino era oggetto di pesca da tempo immemore, e agli inizi dell'Ottocento è stata introdotta nel lago di Scanno, insieme a tutte le altre specie ittiche presenti nel Fucino. A seguito della bonifica del lago del Fucino avvenuta ad opera di Alessandro Torlonia nel 1871, questo ecotipo risultava ancora presente (e apparentemente indistinguibile dalla popolazione di Scanno) nel canale collettore del lago nel 1906, ed è in seguito scomparso sia dalla piana del Fucino che dal lago di Scanno, probabilmente a seguito dell'introduzione di specie invasive come il persico trota, il triotto e il gardon.

#### Roviglione di Bracciano e Nemi

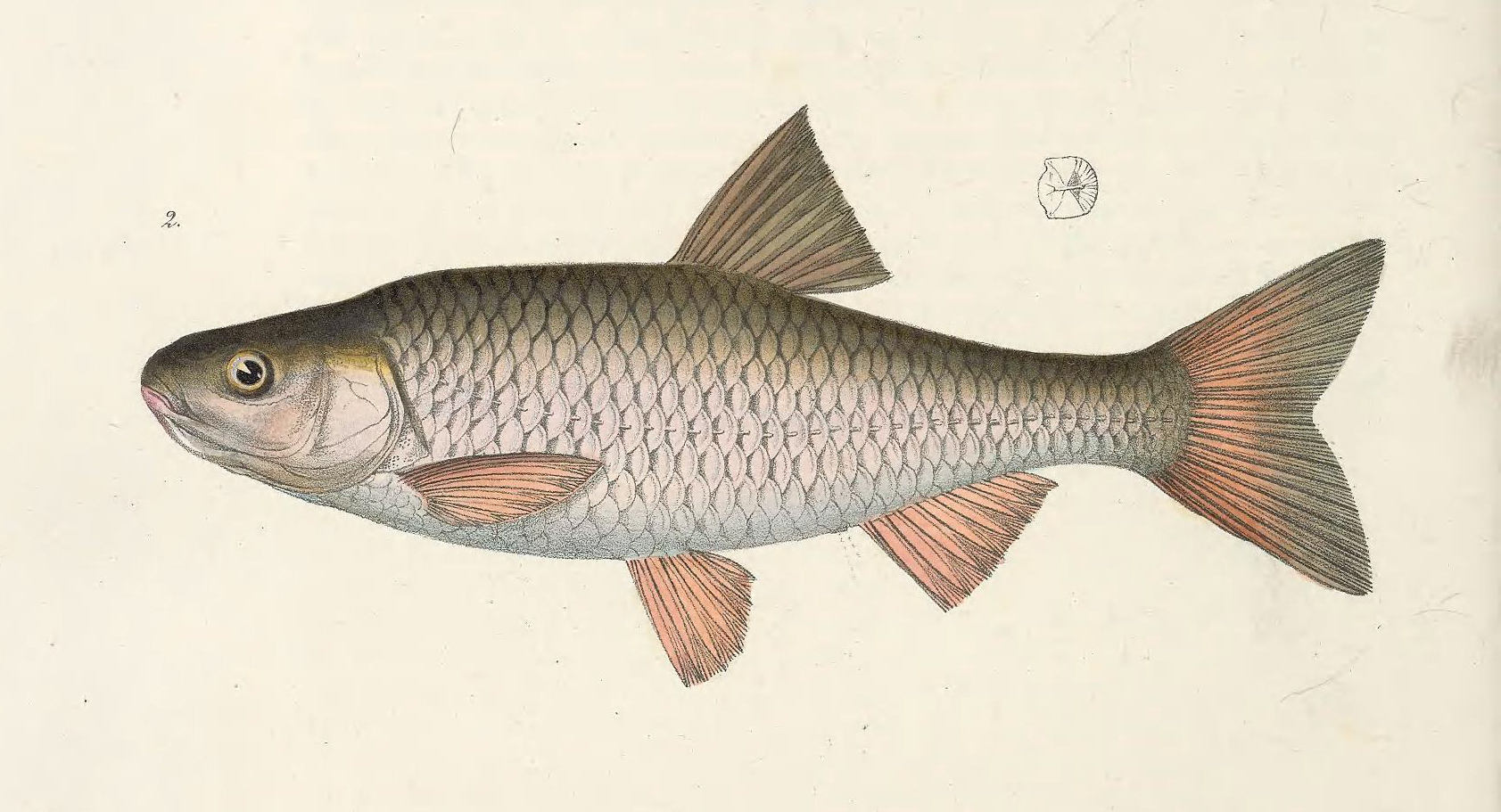
Roviglione di Bracciano o Nemi, costituì il materiale originale per la descrizione di Sarmarutilus rubilio (Bonaparte, 1837)

Col nome di roviglione, da cui Bonaparte trasse anche l'epiteto specifico del binomio ancora utilizzato per la specie (rubilio), si identificava specificatamente l'ecotipo lacustre della rovella presente nei laghi vulcanici del Lazio, in particolare Bolsena, Bracciano e Nemi. Tuttavia altre popolazioni lacustri erano documentate anche nei laghi della piana reatina (Piediluco, Ventina, Lungo e Ripasottile).Tutte le popolazioni lacustri del Lazio sono scomparse nel corso della seconda metà del Novecento a seguito dell'introduzione di specie aliene come il triotto, il gardon e il persico trota, fenomeno verificatosi e studiato per la prima volta a Bolsena alla fine degli anni 70.

#### Vulturino
Nonostante per vulturino si intenda usualmente l'ecotipo lacustre dell'alborella meridionale che popola i laghi di Monticchio sul massiccio del Vulture, nel materiale originale utilizzato per la descrizione di Alburnus vulturius Costa, 1838 erano stati inclusi anche individui appartenenti ad un ecotipo lacustre di rovella, anch'essa originariamente presente a Monticchio, che erano stati confusi con l'alborella. Questa popolazione, come le altre lacustri già citate, si è estinta a seguito dell'introduzione di specie aliene come il triotto, il persico trota e il siluro, e la sua assenza dal lago è stata recentemente confermata nell'ambito di un progetto di censimento e controllo delle specie aliene dei laghi, mentre Alburnus albidus è stata nuovamente osservata in bassissimo numero.

## Descrizione
La rovella ha l'aspetto tipico dei piccoli ciprinidi fluviali che, a livello morfologico, appare abbastanza anonimo. Il corpo è affusolata e snello con testa proporzionalmente di piccole dimensioni e bocca piccola, mediana, leggermente spostata in basso rispetto all'asse del corpo. Il peduncolo caudale è relativamente spesso.
La livrea è bruno-gialla: ogni scaglia è orlata di bruno. Le pinne sono sfumate di rosso.
La sua lunghezza massima raggiunge i 20 cm per 200 grammi di peso.

## Biologia

### Alimentazione
Ha dieta onnivora, nutrendosi di vegetali, crostacei, vermi ed insetti. La dieta comprende sia alimenti di origine animale che vegetale,che vengono ricercati in tutta la colonna e in particolare sulla superficie. In condizioni di sintopia e competizione con altri leuciscidi, la specie sembra utilizzare maggiormente fonti di cibo di origine vegetale.

### Riproduzione
Il periodo della fregola avviene in tarda primavera, quando agli esemplari maschili si formano i cosiddetti tubercoli nuziali sulla testa.
La femmina depone migliaia di uova di circa 1 mm di diametro, che si schiudono in 5-10 giorni, a seconda della temperatura dell'acqua.

## Conservazione
A causa dell'introduzione di altre specie aliene, soprattutto specie affini come il triotto ed il gardon, la rovella è minacciata di estinzione in parte del suo areale. In particolare le popolazioni lacustri, originariamente presenti nei laghi vulcanici laziali, nei laghi reatini, nel Trasimeno, nel Fucino, e nei laghi del Vulture si sono dimostrate particolarmente sensibili alla competizione con altre specie aliene, e sono considerate attualmente tutte estinte.

## Pesca
È abbastanza conosciuto dai pescatori come pesce da gara, ma poco apprezzate risultano le sue carni, buone ma liscosissime e poco consistenti. Viene spesso confuso e scambiato per altri pesciolini suoi simili (alborella, triotto, scardola).

## Tassonomia
Storicamente considerata parte del genere Rutilus la specie è stata separata nel genere monotipico Sarmarutilus nel 2014 in seguito a indagini molecolari e zoogeografiche.
Studi pubblicati nel 2022/2023 hanno dimostrato l'esistenza di differenti linee evolutive all'interno di questa specie, che sono successivamente rientrate in contatto a seguito di ripetuti collegamenti fluviali avvenuti nelle ultime centinaia migliaia di anni. In particolare si individua un clade proprio del Magra-Vara, uno del distretto Campano (mantenutosi tuttora isolato soltanto nella piana di Fondi) e uno originatosi nell'area tosco-laziale, che ha successivamente guadagnato una più ampia distribuzione sia sul versante adriatico (Marche e Abruzzo) che tirrenico (Magra-Vara, Arno-Tevere, Liri-Garigliano e Volturno e Sele).